# Stegonia mouretii
Stegonia mouretii är en bladmossart som beskrevs av Brotherus 1924. Stegonia mouretii ingår i släktet Stegonia och familjen Pottiaceae. Inga underarter finns listade i Catalogue of Life.